# Bombylius semifuscus
Bombylius semifuscus är en tvåvingeart som beskrevs av Johann Wilhelm Meigen 1820. Bombylius semifuscus ingår i släktet Bombylius och familjen svävflugor. Inga underarter finns listade i Catalogue of Life.